# Remigian Dłuski
Remigian Dłuski herbu Kotwicz – wojski większy kamieniecki w latach 1765–1786, regent grodzki kamieniecki w 1764 roku.
Był elektorem Stanisława Augusta Poniatowskiego w 1764 roku z województwa podolskiego i posłem województwa podolskiego na sejm elekcyjny.